# Simon Brown, Baron Brown of Eaton-under-Heywood

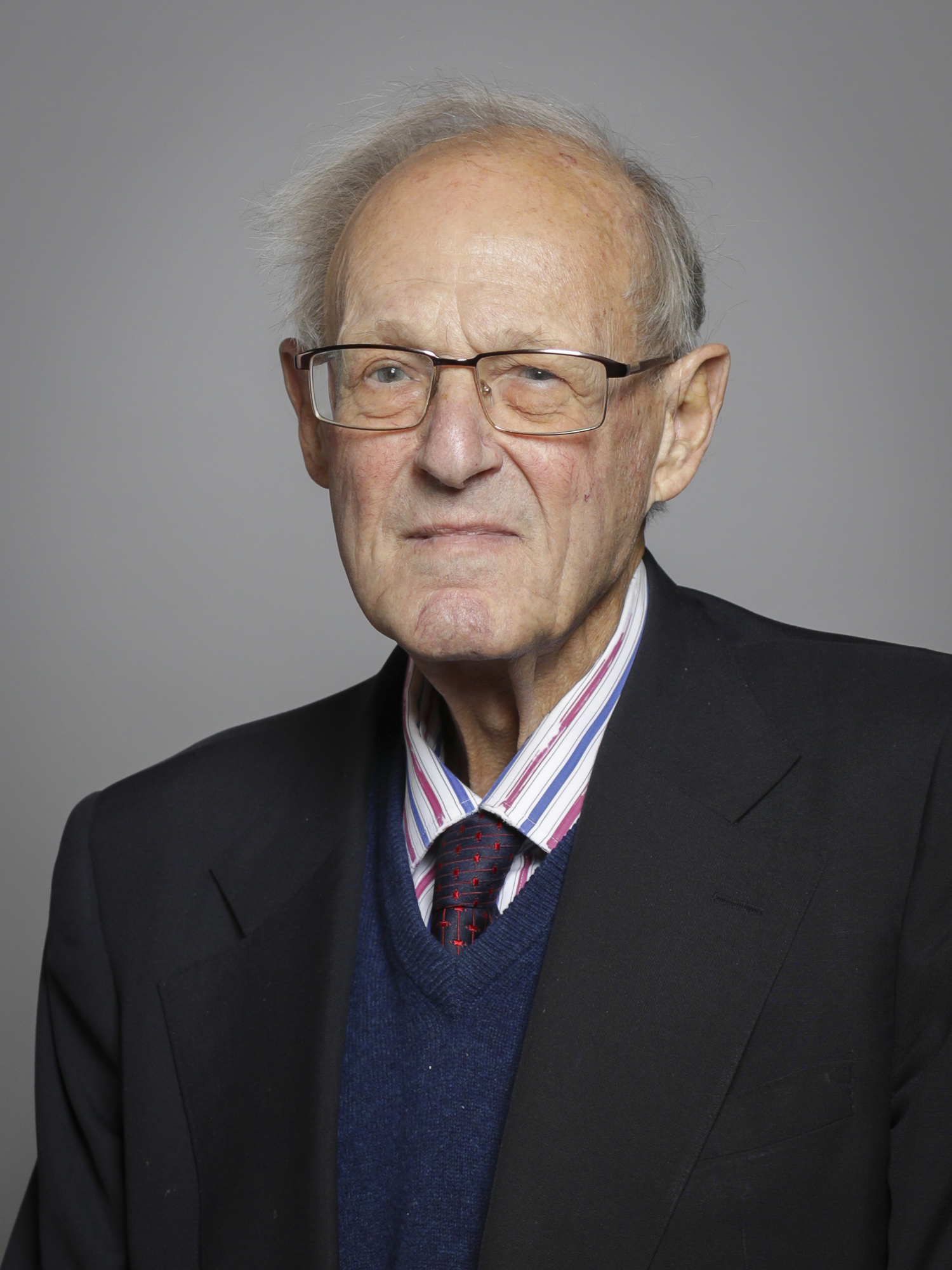
Simon Brown, Baron Brown of Eaton-under-Heywood, 2019

Simon Denis Brown, Baron Brown of Eaton-under-Heywood, PC, QC (* 9. April 1937; † 7. Juli 2023) war ein britischer Life Peer sowie Anwalt und Richter des Supreme Court of the United Kingdom.

## Leben und Karriere
Simon Brown wurde am 9. April 1937 als Sohn von Denis Baer Brown († 1981) und Edna Elizabeth Abrahams geboren. Er besuchte die Stowe School in Buckingham.
Von 1955 bis 1957 leistete er Wehrdienst bei der Royal Artillery der British Army, wo er den Rang eines Second Lieutenant erreichte. Er graduierte am Worcester College der University of Oxford, wo er mit einem Bachelor of Arts abschloss und wurde 1961 von der Anwaltskammer Middle Temple als Barrister zugelassen. Er erhielt ein Harmsworth-Stipendium.
Von 1979 bis 1984 war er Recorder und First Junior Treasury Counsel für das Common Law. 1980 war er Master of the Bench am Middle Temple.
Er wurde 1984 zum Richter des High Court of Justice ernannt und der Queen’s Bench Division zugeteilt. Bei seiner Ernennung wurde er auch zum Knight Bachelor geschlagen. Er wurde 1992 Lord Justice of Appeal, ein Richter des Court of Appeal of England and Wales, und im selben Jahr Mitglied des Privy Council.
Von 2001 bis 2003 war er Vizepräsident (Vice-President) der Civil Division.

## Mitgliedschaft im House of Lords
Am 13. Januar 2004 wurde Brown Lord of Appeal in Ordinary und als Baron Brown of Eaton-under-Heywood, of Eaton-under-Heywood in the County of Shropshire, zum Life Peer erhoben. Am 8. Juni 2006 hielt er seine Antrittsrede im House of Lords zum Thema Grundrechte. Dort saß er zunächst als Crossbencher. Derzeit (Mai 2012) wird er als Unabhängiger (Non-Affiliated) geführt.
Am 30. Juli 2009 traten Brown und die übrigen Law Lords zum letzten Mal vor der offiziellen Gründung des Supreme Court zusammen und befassten sich mit dem Fall des Unternehmens IM Litigation Funding.
Brown und neun andere Lords of Appeal in Ordinary wurden am 1. Oktober 2009 Richter des am selben Tag gegründeten Supreme Court. Seit diesem Tag war er für die Dauer seiner Amtszeit von der Mitwirkung im Oberhaus ausgeschlossen.
Im Oktober 2011 setzte sich Ministerin Theresa May für ein Gesetz ein, das die Einwanderung von nichteuropäischen Ehepartner verhindern sollte. Im Gegensatz zu seinen Kollegen am Supreme Court sprach sich Brown dafür aus und begründete dies mit der Verhinderung von Zwangsehen.
Kraft seines Amtes besaß er Kontakte zu Geheimdiensten und war Präsident des Security Service Tribunal von 1989 bis 2000 und des Intelligence Services Tribunal von 1995 bis 2000, sowie Intelligence Services Commissioner von 2000 bis 2006. Außerdem war er Vorsitzender (Chairman) des Sub-Committee E (law and institutions) des House of Lords European Select Committee.
Seine Amtszeit endete am 12. April 2012.
Im Mai 2012 nimmt er an der Veranstaltung The Supreme Court comes to Belfast an der Queen’s University Belfast teil.
Zuletzt meldete er sich anlässlich einer Sitzung am 8. Juni 2006 zu Wort. Browns Anwesenheit schwankte in den sechs Sitzungsperioden zwischen 5 und 43 Tagen. An Abstimmungen nimmt er seit November 2012 regelmäßig teil.

## Ehrungen
Er ist Liveryman der Londoner Worshipful Company of Butchers. 1992 wurde er Mitglied des Privy Council. Im folgenden Jahr wurde er Honorary Fellow des Worcester College. Außerdem ist Brown Ehrenmitglied der Society of Legal Scholars (SLS).

## Familie
Brown ist seit dem 31. Mai 1963 mit Jennifer Buddicom verheiratet, der Tochter von Robert Prosper Gedye Buddicom. Sie haben zwei Söhne und eine Tochter.